# Fai della Paganella
Fai della Paganella é uma comuna italiana da região do Trentino-Alto Ádige, província de Trento, com cerca de 900 habitantes. Estende-se por uma área de 12 km², tendo uma densidade populacional de 75 hab/km². Faz divisa com Spormaggiore, Mezzolombardo, Cavedago, Zambana, Andalo e Terlago.